# Pombia
Pombia (Pombia en piemontès, Pumbia en llombard) és una comuna italiana amb 2.122 habitants (2010) a la província de Novara a la regió del Piemont. Hi ha un Safari Park.
Limita amb els municipis de Divignano, Marano Ticino, Somma Lombardo, Varallo Pombia i Vizzola Ticino.
És notable perquè fou seu d'un comtat a l'alta edat mitjana. Vegeu comtat de Pombia.

## Galeria

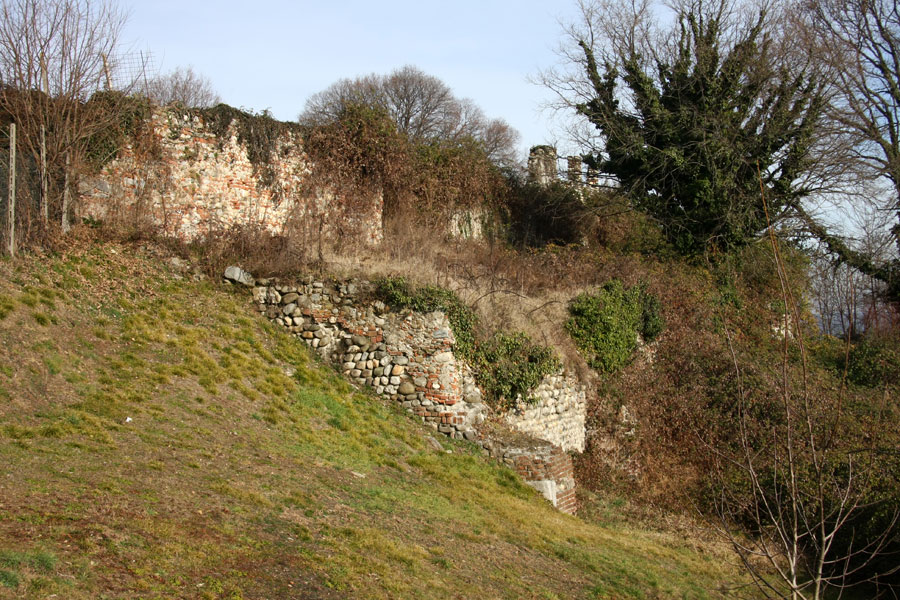
Runes de l'antic castell